# Orbe en Echallens
 Orbe en Echallens waren twee dorpen die samen een zetel hadden binnen het Oude Eedgenootschap. Het gebied was een condominium van de kantons Bern en Fribourg.

## Geschiedenis
In 1352 kreeg de stad Orbe stadsrechten net zoals Monudon. Na de dood van Gerard van Montfaucon en zijn vrouw in 1379 werd Orbe onderdeel van het Graafschap Montbéliard. In 1410 werd het gebied overgedragen aan Louis van Chalon van het prinsdom Oranje. Het huis van Chalon hield het gebied totdat het in 1475 tijdens de Bourgondische Oorlogen aan het Oude Eedgenootschap overgedragen. De Zwitsers wisten het gebied niet te behouden en Hugo van Chalon nam het gebied hetzelfde jaar weer in bezit. In1476 ontmoette Karel de Stoute Zwitserse onderhandelaars te Orbe. Als gevolg van de Zwitserse overwinning in de Bourgondische Oorlogen vergaarden de Zwitsers in 1484 veel van het Bourgondische territorium bij Jura. Het huis van Chalon moest de gebieden rond Orbe en het nabijgelegen Échallens aan de Zwitsers afstaan waarna het een condominium of Gemene Herrschaft van de kantons Bern en Fribourg.
Het nabijgelegen Échallens was in handen gekomen van het huis van Chalon nadat het in de handen van de bisschop van Lausanne was. Aan het einde van de twaalfde eeuw verkregen Bourgondische heren van Montfaucon het gebied van Échallens die in de dertiende eeuw een kasteel in het gebied bouwden. In 1317 werden de rechten van Savoye erkend. In 1350 werd Échallens door een stadsmuur omgeven en de stadsrechten warden in 1351 aan de stad vergeven. Vanaf deze tijd tot de zestiende eeuw vond er wekelijks een markt in de stad plaats. In 1410 werd Échallens overgedragen aan het huis Chalon die van het Bourgondische huis afstamden. Bij het onderzoek Om deze reden nam het Oude Eedgenootschap het gebied in 1476 na de Bougondische Oorlogen over die het territorium onder het bestuur van de kantons Fribourg en Bern plaatsten.  Omdat het gebied van Échallens onder bestuur van het katholieke Freiburg en het protestantse Bern stond, kreeg de Reformatie geen voet aan de grond in dit gebied en Échallens bleef katholiek.
Na de Franse Revolutie trokken de Franse troepen in 1798 Zwitserland binnen waarna de twee dorpen niet meer gezamenlijk bestuurd. Orbe werd de hoofdstad van het district Orbe en Échallens werd onderdeel van het departement Léman. De Fransen richten hierna de Helvetische Republiek op die een Franse vazalstaat van het Eerste Franse Keizerrijk was en de idealen van de Franse Revolutie moest uitdragen. Deze republiek was populair bij de inwoners van Orbe. De hervormingen van de Helvetische republiek gingen veel Zwitsers te ver om te accepteren en de republiek werd door de Stecklioorlog omvergeworpen. De regering van de Helvetische republiek trad in september af en in 1802, waarna werd de stad door regeringstroepen die vanuit Bern naar Lausanne trokken tijdelijk bezet. Na het vertrek van de troepen kreeg Orbe de status van hoofdstad van een onafhankelijk district terug. Bij de Mediationsakte van 1803 werd Orbe hoofdstad van het district als onderdeel van het kanton Vaud de status die Orbe al had.